# パン・パシフィック・ホテル・アンド・リゾーツ
パンパシフィックホテルズアンドリゾーツ（英: PAN PACIFIC HOTELS AND RESORTS）は、環太平洋地域のアジア・北米を中心にリゾートホテル「パン パシフィックシリーズ」を運営している法人。
1995年6月26日に「パン パシフィック ホテルズ アンド リゾーツ プライベート リミテッド」として設立され、かつては東急の子会社であったが、2007年よりUOLコーポレーションが運営している。

## ブランド
- パン パシフィック ホテル＆リゾート
- パークロイヤル ホテル＆リゾート
- パン パシフィック サービススイート
- パークロイヤル サービススイート

## 日本での展開
- セルリアンタワー東急ホテル - 2019年に加盟。
- HOTEL GROOVE SHINJUKU , A PARKROYAL Hotel
- BELLUSTAR TOKYO , A Pan Pacific Hotel

HOTEL GROOVE SHINJUKU , A PARKROYAL Hotel、BELLUSTAR TOKYO , A Pan Pacific Hotelは2023年5月19日開業（タワー自体は同年4月14日開業）の東急歌舞伎町タワーの中に入るホテル。
- THE HOTEL HIGASHIYAMA by Kyoto Tokyu Hotel , A Pan Pacific Hotel

京都市東山区の白川小学校跡地に2022年7月に開業したホテル。2025年1月に加盟。

### 過去に展開していたホテル
- パン パシフィック 横浜ベイホテル東急（旧 パン パシフィックホテル横浜） - 2013年4月、契約満了により、現名称「横浜ベイホテル東急」へ変更